# Gioacchino Taddei
Gioacchino Taddei (San Miniato, 30 marzo 1792 – Firenze, 29 maggio 1860) è stato un chimico, medico e politico italiano.

## Biografia
Nato in modesta famiglia nell'allora Granducato di Toscana da Pellegrino e Maria Verdiana Barnini e rimasto ben presto orfano dei genitori, il Taddei compì gli studi universitari a Pisa, dove si laureò in medicina nel 1815. Dopo la laurea lavorò come medico astante nell'Arcispedale di Santa Maria Nuova di Firenze. L'anno successivo tornò a San Miniato per prestare attività di medico condotto durante un'epidemia di tifo che colpì duramente la zona.
Contemporaneamente agli studi di medicina, il Taddei aveva intrapreso lo studio della chimica, scienza nella quale si sarebbe successivamente maggiormente distinto. La sua prima pubblicazione scientifica apparve sul periodico Giornale di Scienze ed Arti di Firenze nel 1816. In quello stesso anno Taddei era entrato a fare parte dell'Accademia dei georgofili, partecipando alle iniziative culturali Accademia degli Euteleti di San Miniato. Per via delle sue ricerche e delle sue pubblicazioni nel campo della chimica ottenne nel 1820 la cattedra di chimica organica all'Istituto di studi superiori di Firenze.
Taddei fu membro di quarantadue accademie italiane e straniere e relatore in numerosi congressi internazionali e si distinse nel campo dell'ematologia e in quello dell'idrologia. Per via delle sue conoscenze della chimica ricoprì anche la carica di presidente della relativa sezione in quattro delle riunioni degli scienziati italiani pre-unitarie che annualmente si tennero dal 1839 al 1847 in vari Stati della penisola italiana.
Fu due volte deputato all'Assemblea costituente toscana e una terza volta dopo il febbraio del 1849, data in cui il granduca Leopoldo II lasciò il potere; alla restaurazione seguita il 13 aprile 1849 il Taddei cadde in disgrazie e fu sollevato da ogni incarico pubblico. Fu nominato Senatore del subentrato Regno di Sardegna nella VII legislatura il 23 marzo 1860, ma la carica non venne mai convalidata per via delle cattive condizioni di salute del Taddei che morì a Firenze il 29 maggio del 1860. Venne sepolto nella Cattedrale di San Miniato, ove tuttora riposa.

## Opere
- Sistema di stechiometria chimica o teoria delle proporzioni determinate, Firenze, Pagani, 1824;
- Elementi di farmacologia sulle basi della chimica farmacologica, o elementi di farmacologia chimica del dottore Gioacchino Taddei, 4 voll., Firenze, L. Pezzati, 1826-1827;
- Saggio di ematalloscopia, o ricerche chimiche e comparative sul sangue degli animali vertebrati, Firenze, Piatti, 1844;
- Manuale di Chimica organica e fisica medica, Firenze, Soc. tipografica, 1845.

## Onorificenze
Onorificenze riportate anche sul frontespizio dell'opera Idrologia di Firenze, 1858.